# ناحیه خطیرچی
ناحیهٔ خطیرچی (به ازبکی: Xatirchi tumani، خطیرچی تومنی) یک ناحیه (شهرستان) در ولایت نوایی ازبکستان است.